# 新桥站 (上海市)
新桥站是沪昆铁路与新闵铁路上的一个车站，位于中国上海市松江区新桥镇镇东路。车站为上海局集团南翔直属站管辖的三等站，办理沪昆线、金山线列车接发，金山线客运和松江、嘉善等车站异地调车作业。

## 历史

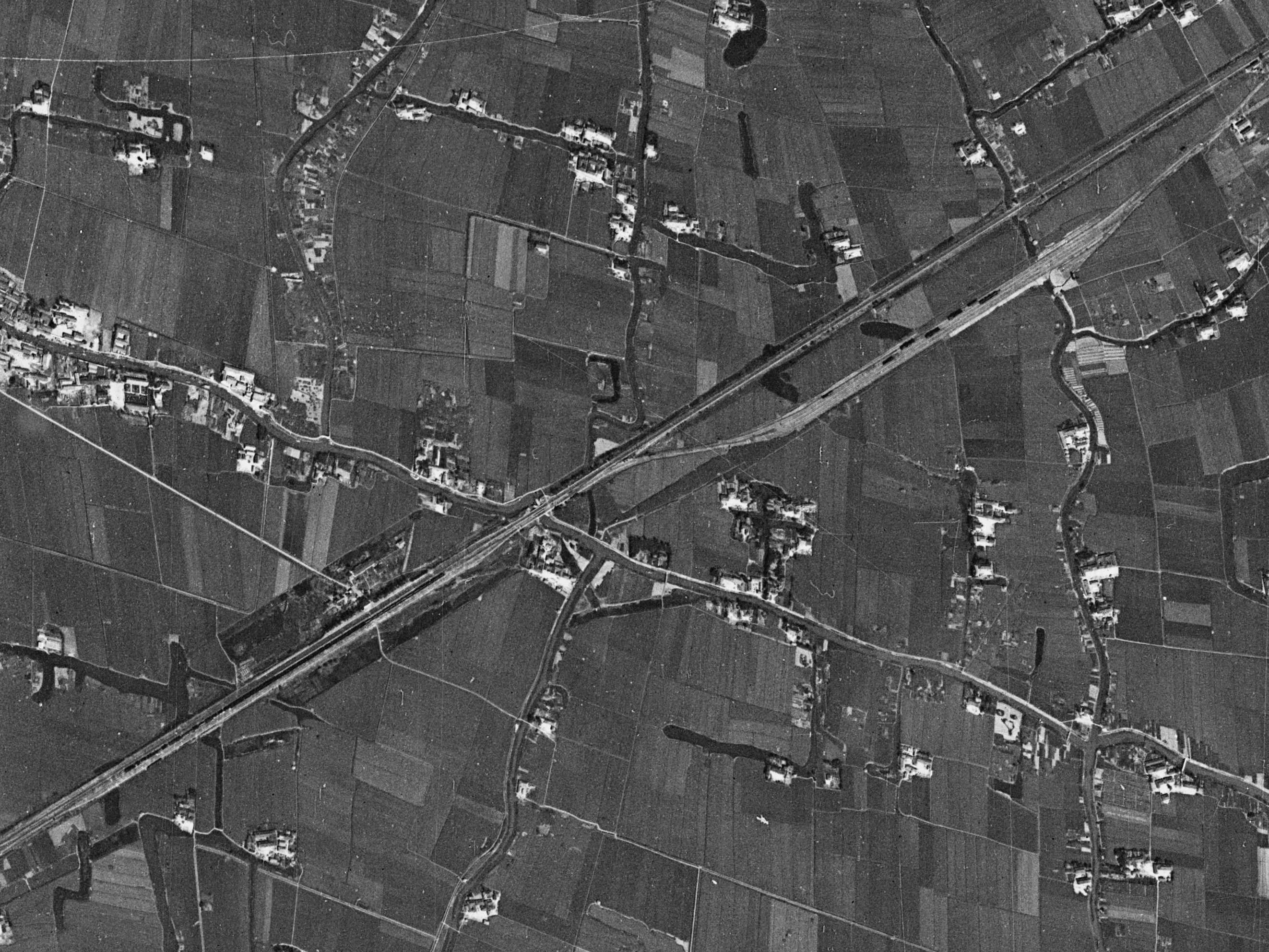
新桥客场和编组站卫星图（1966年）

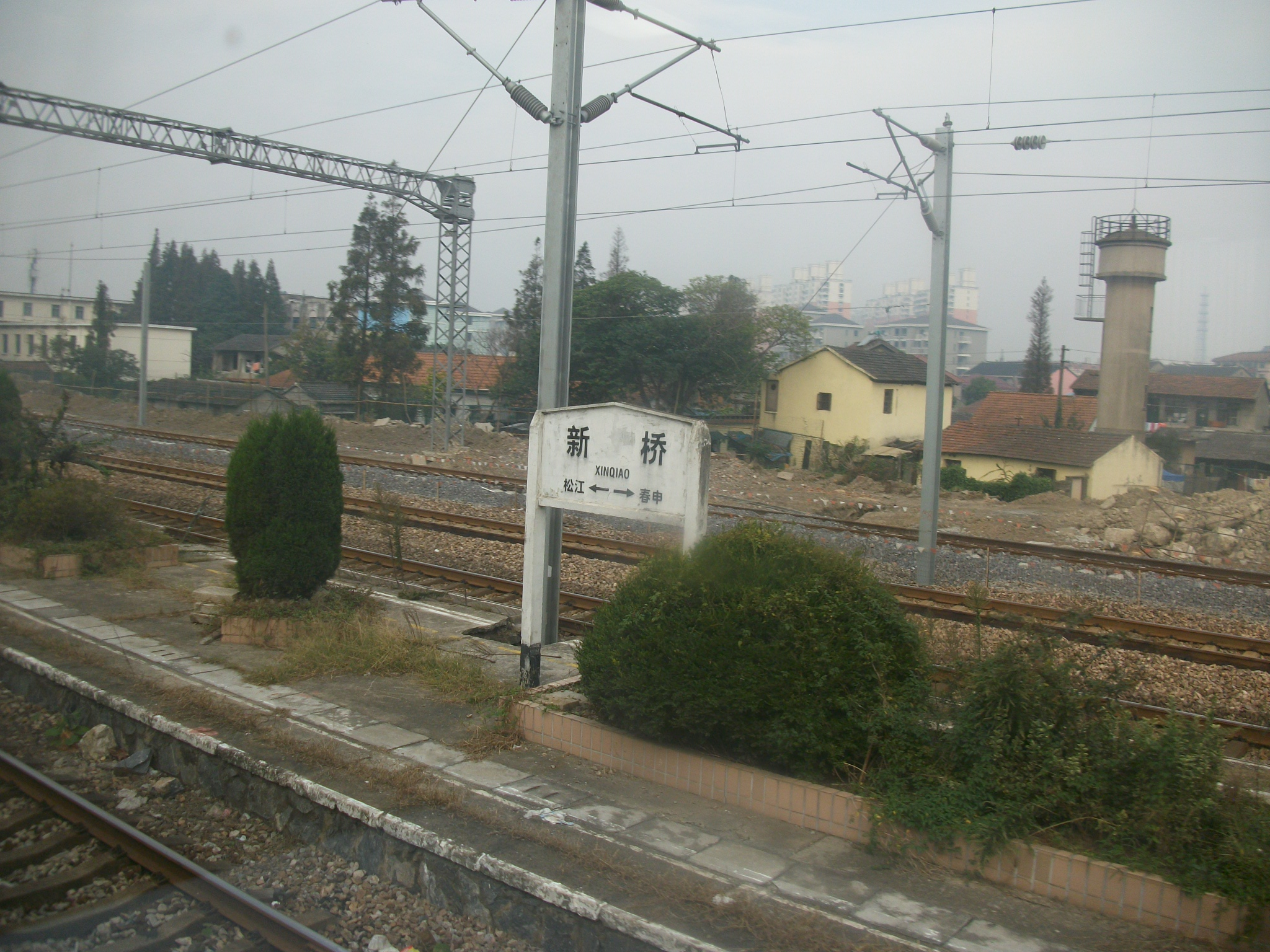
2011年改造中的新桥站

新桥站于清宣统元年（1909年）四月随沪杭铁路开通而建成启用。
上海铁路局于1957年3月在提出上海枢纽总布置图，确定修建南翔、莘庄两个编组站和新龙华、何家湾两个辅助编组站。1962年，原修建莘庄编组站的计划根据上海市政府的意见更改为建设新桥编组站。但由于大跃进造成的浮夸风使得部分工程质量低劣，浪费很大，新桥辅助编组站不久后便停建下马。
1958年，上海市在原滬杭鐵路新桥站引出支線修建連接閔行工業區的新閔支線，至1959年完工。新閔支線全长14.5公里，途經松江县、闵行区，最后到達闵行西站。至1985年，新桥站站设5股道，系办理客运业务的四等中间站。1995年7月1日，沪杭线451/452次普客1对停运，新桥站停办客运业务。至2010年，新桥站设有正线2条、到发线5条、调车线5条（含预留1条），车站旁设有内燃机车折返段，内设3条整备线和6个台位。
2009年8月12日，金山铁路支线改建工程动员大会在金山新城客运枢纽站举行，12月正式动工。2011年，新桥站城际化站改开始。站改工程包括既有新桥站的雨棚、站台的拆除、既有道岔的该线、金山铁路接触网架设以及新站房和站台的建设。
2012年8月6日，第一列动车组开行试车，新桥站首次迎来动车组停靠。2012年9月28日金山铁路正式开通运营，新桥站重新开办客运业务。

## 车站结构

### 站房
新桥站站房为侧式站房，面积2000平方米。站房设有一座候车室、一个售票厅，但售票系统设在候车室内而不再预定的售票厅内。进站口设在车站正门，进站后即是安检处，旅客需接受安检才能被允许进站；安检左侧是候车处、卫生间和实际上的售票处，设有两台自动售票机。服务中心设在候车室中央，提供交通卡充值、问询等服务。进出站闸机则各设在问讯处两侧。

### 站场
新桥站目前设有12条股道（目前铺设11条）。金山铁路共设有4条股道、外包2条沪昆正线，其中2条为金山城际列车到发线，设有长230米的侧式月台各一座。其中上行线在车站下行咽喉设有新桥特大桥跨越既有沪昆正线。站场南侧设有5条到发线。
| 北↑        | 站房 |                                             |  |
|            | 侧式 |                                             |  |
| 6道        | 1    | 轨道交通金山线 上行列车                     |  |
| Ⅳ道        |      | （车墩站）新闵、金山铁路 上行正线（春申站） |  |
| Ⅱ道        |      | （上海松江站）沪昆铁路 上行正线（春申站）   |  |
| Ⅰ道        |      | （上海松江站）沪昆铁路 下行正线（春申站）   |  |
| Ⅲ道        |      | （车墩站）新闵、金山铁路 下行正线（春申站） |  |
| 5道        | 2    | 轨道交通金山线 下行列车                     |  |
|            | 侧式 |                                             |  |
| 7、9、11道 |      | 到发线                                      |  |
| 15、17道   |      | 到发线                                      |  |
| 南↓        |      |                                             |  |

## 接驳公交
| 新桥火车站 | 新桥火车站         | 新桥火车站 | 新桥火车站     | 新桥火车站  |
| 编号       | 路线               | 路线       | 路线           | 备注        |
| ---------- | ------------------ | ---------- | -------------- | ----------- |
| 125        | 新桥火车站         | ⇆          | 外环路地铁站   | 原松莘线C线 |
| 125B       | 新桥火车站         | ⇆          | 秀文路园文路   |             |
| 708        | 莘庄地铁站(北广场) | ⇆          | 新桥火车站     | 原莘春线    |
| 松江50路   | 新桥火车站         | ⇆          | 洞泾汽车站     |             |
| 松江51路   | 新桥火车站         | ⇆          | 场西路         |             |
| 松江52路   | 新桥火车站         | ⇆          | 春申村         |             |
| 松江53路   | 新桥火车站         | ⇆          | 车墩公交枢纽站 |             |
| 1812       | 新桥火车站         | ↺          | 新桥火车站     |             |
| 1813       | 新桥火车站         | ↺          | 新桥火车站     |             |